# Hessischer Radfernweg R5
De Hessischer Radfernweg R5 (ook wel de Eder-Fulda-Werra genoemd) is een langeafstandsfietsroute in Duitsland. De route verbindt het stroomdal van de Eder met dat van de Werra. Onderweg passeert de route ook het stroomdal van de Fulda. Het traject is bewegwijzerd in twee richtingen. 

## Traject
De route start in Willingen waar een doorsteek kan worden gemaakt naar de Ruhrtalradweg welke de Ruhr richting Rijn volgt. Vlakbij start ook de Diemelradweg. Bij de Eder loopt de route parallel met de Ederradweg en de Hessischer Radfernweg R6. In Homberg kruist de route de Hessischer Radfernweg R4 en in het stroomdal van de Fulda loopt ze kort parallel met de Fulda-Radweg. In Eschwege eindigt de route aan de Werra en kan de Werratal-Radweg opgepakt worden.

## Aansluitingen met andere fietsroutes
- Bij Willingen kan worden aangesloten op de Diemelradweg.
- Tussen Herzhausen en Waldeck loopt de route parallel met de Hessischer Radfernweg R6.
- Tussen Herzhausen en Bergheim loopt de route parallel met de Ederradweg.
- In Homberg kruist de route de Hessischer Radfernweg R4.
- Tussen Neumorschen en Rotenburg an der Fulda loopt de route parallel met de Fulda-Radweg (ook wel Hessischer Radfernweg R1).
- In Eschwege kan worden aangesloten op de Werratal-Radweg.

## Hessischer Radfernwegen
In 1992 zijn in de deelstaat Hessen 9 Hessischer Radfernwegen uitgezet welke allen bewegwijzerd zijn. Naast de R2 zijn dit:
- R1 van Mosbach naar Hannoversch Münden
- R2 van Bad Laasphe naar Sinntal
- R3 van Rüdesheim am Rhein naar Tann
- R4 van Bad Karlshafen naar Hirschhorn
- R6 van Diemelstadt naar Lampertheim
- R7 van Limburg an der Lahn naar Philippsthal
- R8 van Frankenberg naar Heppenheim
- R9 van Worms naar Obernburg am Main